# Amorphophallus dzui
Amorphophallus dzui, vrsta amorfofalusa, porodica kozlačevki. Endem iz Vijetnama gdje je poznat pod narodnim imenom Nưa dư.